# Фінкель Олександр Семенович
Олекса́ндр Семе́нович Фі́нкель (* 1 січня 1975, Кам'янець-Подільський) — ізраїльський шахіст. Міжнародний гросмейстер (1995).

## Біографічні відомості
Народився в Кам'янці-Подільському в сім'ї неодноразового чемпіона міста з шахів, кандидата у майстри спорту Семена Абрамовича Фінкеля. Батько став першим шаховим тренером Олександра.
1991 року виїхав із батьками до Ізраїлю.
За чотири роки здолав шлях від кандидата в майстри до міжнародного гросмейстера.
У чемпіонаті Ізраїлю 2000 року поділив четверте — сьоме місця (дві перемоги, одна поразка, 8 нічиїх). Того ж року в чемпіонаті Ізраїлю з бліцу був першим.
Найвищого рейтингу досяг у квітні 2002 року — 2494. На липень 2007 року рейтинг — 2467.

## Зміни рейтингу
| На цьому місці має відображатися графік чи діаграма, однак з технічних причин його відображення наразі вимкнено. Будь ласка, не видаляйте код, який викликає це повідомлення. Розробники вже працюють для того, щоби відновити штатне функціонування цього графіка або діаграми. | |
| | На цьому місці має відображатися графік чи діаграма, однак з технічних причин його відображення наразі вимкнено. Будь ласка, не видаляйте код, який викликає це повідомлення. Розробники вже працюють для того, щоби відновити штатне функціонування цього графіка або діаграми. |

## Електронні ресурси
- Інформація про шахові партії Олександра Фінкеля(англ.)
- Зміна рейтингу Олександра Фінкеля[недоступне посилання з липня 2019](англ.)